# Julia Thorne
Julia Stimson Thorne (ur. 16 września 1944 w Nowym Jorku, zm. 27 kwietnia 2006 w Concord, w stanie Massachusetts), pisarka, pierwsza żona Johna Kerry'ego. 
Lata swojej młodości Thorne spędziła we Włoszech, gdzie jej ojciec był dyplomatą i wydawcą rzymskiego Gońca Codziennego. Po jej małżeństwie z Johnem Kerry'em zakończonym rozwodem ponownie wyszła za mąż i zamieszkała w Bozeman w stanie Montana.

## Książki
Julia Thorne była autorem książek You Are Not Alone: Words of Experience oraz Hope for the Journey Through Depression napisanych w 1993 wspólnie z Larrym Rothsteinem. W 1996 ponownie wydała te dwie książki z podtytułem A change of heart.